# Шехзаде Џихангир (син Сулејмана Величанственог)
Шехзаде Џихангир (тур. شهزاده جيهانغير‎; 9. децембра 1531. - 27. новембра 1553) био je најмлађе дете султана Сулејмана Величанственог и његове супруге Хурем- султаније .

## Биографија
Рођен је 9. децембра 1531. у Истанбулу. Шехзаде је имао урођену ману - грбу . С обзиром на ово, шехзаде Џихангир није полагао право на османски престо. Међутим, Џихангир је био образован човек, волео је калиграфију, писао поезију под именом Зарифи и дуго је разговарао са оцем. 
У једном од својих писама султану док је био у војном походу, његова мајка Хурем је писала о успеху операције изведене на његовом рамену. Као најмлађе дете у породици и као последица његовог инвалидитета, Џихангир је био јако вољен и пажен. 
У марту 1547, Џихангир и његова мајка су отпутовали у Манису, у посету шехзаде Селиму, и тамо провели месец дана. Године 1548. пратио је свог оца на другу иранску експедицију. Био је широко признат као паметан и забаван саговорник. Био је стални пратилац свог оца. Џихангир је и сам веровао да ће му његов физички деформитет омогући да избегне судбину братоубиства, на шта је његов отац одговорио: „Мој син Мустафа ће постати султан и лишиће вас све живота.
У трећој иранској експедицији 1553. године, Џихангир је заједно са оцем отишао из Истанбула и стигао до равнице Ерегли. Шехзаде Мустафа је такође стигао са својим трупама из Коње, где су га задавили очеви стражари 6. октобра. Пошто је Џихангир умро у Алепу недуго после овог инцидента, 27. новембра, постала је популаризована теорија да је умро од последица шока и туге изазване погубљењем његовог полубрата. Један извор чак тврди да је извршио самоубиство. Међутим, ово је углавном одбачено као нетачно због недостатка поткрепљујућих доказа о било каквој блискости између два брата. Уместо тога, верује се да је Џихангирова смрт била директна последица хроничних здравствених проблема које је документовано имао током свог живота. Након његове смрти, његово тело је пребачено у Истанбул где је сахрањен заједно са старијим братом Шехзаде Мехмедом у Принчевој џамији.